# Ernst Lubitsch
Ernst Lubitsch (Berlim, 28 de janeiro de 1892 — Hollywood, 30 de novembro de 1947), foi um actor e director de cinema alemão. Os seus filmes eram engenhosos e sofisticados, com uma maliciosa sexualidade. Em todos eles há o famoso "Toque Lubitsch". Há muitas definições do que seja de facto o Toque Lubitsch, mas a maioria delas foca o seu único, nada convencional e um pouco efémero jeito de fazer filmes. 

## Vida e trabalho
Lubitsch,nascido em uma família judaica, deixou os negócios do pai no ramo da alfaiataria para entrar para o teatro e em 1911 já era um integrante do Teatro alemão de Max Reinhardt. Seu primeiro trabalho no cinema surgiu em 1912 como actor. Aos poucos, abandonou a arte de representar para se concentrar na direção e em 1918 fez a sua apresentação como director com Die Augen der Mumie Ma (Os Olhos da Múmia), drama trágico protagonizado por Pola Negri. Lubitsch posteriormente alternou entre comédias de ficção e grandes produções de dramas históricos; conseguiu grande sucesso internacional em ambos os géneros. Sua reputação como grande director do cinema mundial atingiu o ponto mais alto após o lançamento de Madame DuBarry (1919) e Anna Boleyn (1920). 
Lubitsch trocou a Alemanha por Hollywood em 1922, convidado por Mary Pickford. Lubitsch dirigiu Pickford no filme Rosita, mas este foi o único filme que eles fizeram juntos. Lubitsch manteve a sua reputação através de sofisticadas comédias e com elegantes filmes elegantes como The Marriage Circle (1924), Lady Windermere's Fan (1925) e So This Is Paris (1926). Em 1928, quando o som chegou a Hollywood, Lubitsch juntou-se à Paramount Pictures. 
Depois da chegada do som aos filmes, Lubitsch começou a dirigir musicais. Com o seu primeiro filme falado, The Love Parade (1929), com Maurice Chevalier e Jeanette MacDonald, Lubitsch afirmou-se mundialmente como produtor de comédias musicais (e foi indicado para o Oscar). The Love Parade (1929), Monte Carlo (1930) e The Smiling Lieutenant (1931) foram saudados pelos críticos como obras-primas do mais novo género emergente de musical. 
Seu próximo filme foi uma comédia romântica, escrita com Samson Raphaelson, Trouble in Paradise (1932). Trouble in Paradise foi bem recebido tanto pelos críticos quanto pelo público, mas foi feito antes da execução do código de produção. Depois de 1935, Trouble in Paradise foi retirado de circulação e não voltou a ser visto até 1968. O filme nunca esteve disponível em videocassete e só foi disponibilizado em DVD em 2003.
Os seus filmes da era do som são caracterizados por possuírem diálogos algumas vezes sarcásticos, outras vezes por situações cómicas bizarras. Mas mesmo tendo música, como na produção da Metro-Goldwyn-Mayer,The Merry Widow (1934), ou sem ela, como nos filmes da Paramount, One Hour with You (1932) e Design for Living (1933), Lubitsch continuou a especializar-se em comédias sofisticadas. Fez apenas um outro filme dramático, um filme de antiguerra intitulado Broken Lullaby (também conhecido por The Man I Killed, 1932).
Em 1935 foi designado para gerir a produção de estúdio e como consequência, produzir os seus próprios filmes e supervisionar a produção de filmes de outros directores. 
Em 1939, Lubitsch foi para a MGM e dirigiu Greta Garbo em Ninotchka, escrita por Billy Wilder, uma comédia satírica na qual a famosíssima cena do riso da atriz mal-humorada foi altamente divulgada pelos publicitários do estúdio com a manchete "Garbo ri!" 
A seguir dirigiu o encantador The Shop Around the Corner (1940), também escrito com Raphaelson, com James Stewart e Margaret Sullavan como o casal de funcionários de uma pequena loja de confecções em Budapeste que se correspondem sem saber que um é o correspondente secreto do outro. 
Lubitsch esteve livre para dirigir That Uncertain Feeling (1941, uma nova versão para o seu filme de 1925, Kiss Me Again) e a comédia anti- nazista To Be or Not to Be (1942), o último filme de Carole Lombard.
Lubitsch continuou a sua carreira na 20th Century Fox, mas um problema de coração restringiu a sua actividade. O último filme feito pelo director com o seu inconfundível "toque" foi Heaven Can Wait (1943), uma comédia elegante e irónica e novamente com a colaboração de Raphaelson.
Em março de 1947 Ernst Lubitsch foi premiado pela Academy Award por seus "25 anos de contribuição para o cinema". Ele morreu no final daquele mesmo ano em Hollywood de um ataque cardíaco, o sexto dele. Seu último filme, That Lady in Ermine, com Betty Grable, foi terminado por Otto Preminger e lançado postumamente em 1948. 
No funeral de Lubitsch, o também diretor de cinema Billy Wilder disse tristemente, "Não mais Lubitsch", e William Wyler respondeu, "Pior que isso. Não mais os filmes de Lubitsch".

## Filmografia parcial
Filmes mudos:
- Wo ist mein Schatz? (1916)
- Die Augen der Mumie Ma (1918)
- Madame Dubarry (1919)
- Anna Boleyn (1920)
- Rosita (1923)
- The Marriage Circle (1924)
- Lady Windermere's Fan (1929)
- The Student Prince in Old Heidelberg (1927) - estrelando Ramón Novarro e Norma Shearer
- Eternal Love (1929)

Filmes sonoros:
- The Love Parade (1930) - musical
- Monte Carlo (1930) - musical
- The Smiling Lieutenant (1932) - musical
- One Hour With You (1932) - musical
- Trouble in Paradise (1932)
- Broken Lullaby, (1932)
- Design for Living (1933)
- The Merry Widow (1934) - musical
- Desire (1936) - somente produtor
- Angel (1937)
- Bluebeard's Eighth Wife (1938)
- Ninotchka (1939) - estrelando Greta Garbo
- The Shop Around the Corner (1940)
- That Uncertain Feeling (1941)
- To Be or Not to Be (1942)
- Heaven Can Wait (1943)
- A Royal Scandal (1945)
- Cluny Brown (1946)
- That Lady in Ermine (1948)